# El Señor de los Anillos (serial radiofónico de 1979)
La adaptación en serial radiofónico de la novela El Señor de los Anillos del escritor británico J. R. R. Tolkien emitida en 1979 por la National Public Radio, escrita por Bernard Mayes y producida por The Mind's Eye es una versión condensada de la historia (a pesar de durar más de once horas en 24 capítulos), que subraya el diálogo por encima de la descripción. En el guion destaca la presencia de Tom Bombadil, personaje sistemáticamente eliminado en el resto de adaptaciones de la novela, y aquí interpretado por el propio Mayes.
Por sus limitaciones presupuestarias y de plazos, The Mind's Eye debió emplear las voces de actores de teatro locales de Virginia, que mostraron serios problemas para pronunciar correctamente los nombres; la voz de cada actor fue grabada en pistas por separado, lo que origina peor calidad que grabar los diálogos en conjunto; los efectos sonaban caseros; y la banda sonora «enlatada». Sin embargo, los seriales radiofónicos eran una rareza en los Estados Unidos en aquella época y éste tuvo cierto éxito durante su emisión original; aunque fue pronto ensombrecido por el que produciría la British Broadcasting Corporation tres años más tarde, y se considera habitualmente inferior en calidad, música y actuación. The Mind's Eye produjo poco después una adaptación de El hobbit en seis horas de radio.
Está adaptación de The Mind's Eye ha sido editada también bajo el sello Soundelux, y, más recientemente, Highbridge; las compañías que han ido haciéndose sucesivamente con sus derechos. Las nuevas ediciones de la adaptación en disco compacto y mp3 tienen una duración sensiblemente inferior a la de las cintas de casete originales, pues omiten o condensan una gran cantidad de los diálogos y la narración.

## Reparto
| Actor              | Papeles                                                      |
| ------------------ | ------------------------------------------------------------ |
| James Arrington    | Frodo Bolsón y Saruman                                       |
| Erik Bauersfeld    | Boromir, Théoden y herborista                                |
| Lou Bliss          | Samsagaz Gamyi                                               |
| Gail Chugg         | Narrador, Gimli, Gollum y Mantecona                          |
| Pat Franklyn       | Meriadoc Brandigamo e Ioreth                                 |
| Carl Hague         | Elrond, Beregond y voces adicionales                         |
| Karen Hurley       | Éowyn                                                        |
| Bob Lewis          | Hombre salvaje y Glorfindel                                  |
| Matthew Locricchio | Éomer                                                        |
| Tom Luce           | Aragorn, Denethor y Bárbol                                   |
| Bernard Mayes      | Gandalf y Tom Bombadil                                       |
| Mac McCaddon       | Peregrin Tuk                                                 |
| Ray Reinhardt      | Bilbo Bolsón                                                 |
| John Vickery       | Legolas, Gríma Lengua de Serpiente, Faramir y Boca de Sauron |

## Listado de episodios
| N.º | Título                                    | Emisión |
| --- | ----------------------------------------- | ------- |
| 1   | «A Long Expected Party»                   |         |
| 2   | «The Ring Leaves the Shire»               |         |
| 3   | «Rescued by Tom Bombadil»                 |         |
| 4   | «Strider and the Ringwraiths»             |         |
| 5   | «The Flight to the Ford»                  |         |
| 6   | «The Council of Elrond»                   |         |
| 7   | «The Mines of Moria»                      |         |
| 8   | «The Breaking of the Fellowship»          |         |
| 9   | «The Search for the Hobbits»              |         |
| 10  | «Treebeard»                               |         |
| 11  | «The White Rider»                         |         |
| 12  | «The Fall of Isengard»                    |         |
| 13  | «The Fall of Saruman»                     |         |
| 14  | «The Taming of Gollum»                    |         |
| 15  | «Captured... By Friends»                  |         |
| 16  | «The Lair of Shelob»                      |         |
| 17  | «To the Defense of Gondor»                |         |
| 18  | «The Madness of Denethor»                 |         |
| 19  | «The Lord of the Nazgûl»                  |         |
| 20  | «The Sword That Was Broken... New Forged» |         |
| 21  | «The Mouth of Sauron»                     |         |
| 22  | «At the Crack of Doom»                    |         |
| 23  | «A Time to Part»                          |         |
| 24  | «The Grey Havens»                         |         |